# Augustus C. French
Augustus Chaflin French (2 de agosto de 1808-4 de septiembre de 1864) fue el noveno gobernador del estado norteamericano de Illinois, de 1846 a 1853 Es conocido por sus políticas fiscales, que lograron eliminar la deuda del Estado al final de su gobierno y también por la falta de escándalos durante su administración. Su nombre también engalana la Academia Francesa Gobernador en Belleville, Illinois.